# Python Imaging Library
Python Imaging Library (сокращенно PIL) — библиотека языка Python (версии 2), предназначенная для работы с растровой графикой.
Разработка библиотеки прекращена (последняя правка датируется 2011 годом). Однако проект под названием Pillow, являющийся форком PIL, развивается и включает, в том числе, поддержку Python 3.x. Этот форк был принят в качестве замены оригинальной библиотеки и включён в некоторые дистрибутивы Linux, включая Debian и Ubuntu (с 13.04).

## Возможности библиотеки
- поддержка бинарных, полутоновых, индексированных, полноцветных и CMYK изображений;
- поддержка форматов BMP, EPS, GIF, JPEG, PDF, PNG, PNM, TIFF и некоторых других на чтение и запись;
- поддержка множества форматов (ICO, MPEG, PCX, PSD, WMF и др.) только для чтения;
- преобразование изображений из одного формата в другой;
- правка изображений (использование различных фильтров, масштабирование, рисование, матричные операции и т. д.);
- использование библиотеки из Tkinter и PyQt.

Требует наличия библиотек zlib (для PNG), libjpeg, freetype2 (для OpenType/TrueType).

## Примеры

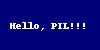
Надпись на цветном фоне, результат

Надпись на цветном фоне можно создать с помощью метода text объекта-изображения. В следующем примере надпись наносится на вновь созданное изображение размером 100 на 50 пикселей:
```
from
 
PIL
 
import
 
Image
,
 
ImageDraw

text
 
=
 
"Hello, PIL!!!"

color
 
=
 
(
0
,
 
0
,
 
120
)

img
 
=
 
Image
.
new
(
'RGB'
,
 
(
100
,
 
50
),
 
color
)

imgDrawer
 
=
 
ImageDraw
.
Draw
(
img
)

imgDrawer
.
text
((
10
,
 
20
),
 
text
)

img
.
save
(
"pil-basic-example.png"
)

```